# شاهرخ‌خان ذوالقدر
شاهرخ‌خان ذوالقدر از امرای قزلباش طایفه ذوالقدر در دوره شاه اسماعیل دوم، شاه محمد خدابنده و شاه عباس یکم بود. در رویداد اردوکشی قزلباش به مازندران، مهدعلیا به شاهرخ‌خان ذوالقدر فرمان داد تا این مأموریت را انجام دهد. شاهرخ‌خان ذوالقدر با وجود مخالفت، به فرمان شاه محمد خدابنده به سوی مازندران حرکت کرد. وی در مازندران به پیره محمدخان استاجلو و قورخمس‌خان شاملو پیوست. شاهرخ‌خان ذوالقدر که تسخیر قلعه فیروزجاه را دشوار می‌دید به میرزاخان توصیه کرد به همراه سرداران قزلباش به قزوین (پایتخت) بیاید و از شاه و ملکه عذرخواهی کند.
شاهرخ‌خان ذوالقدر در زمان شاه محمد خدابنده منصب مهردار سلطنتی را داشت که در آن زمان از پست‌های بزرگ و مهم دولتی در دربار صفویه محسوب می‌شد.